# American Psychological Association
L'American Psychological Association (APA) è un'associazione di categoria che rappresenta gli psicologi negli Stati Uniti d'America. Ha circa 150.000 soci e un bilancio annuale di 70 milioni di dollari. A volte può essere confusa con l'American Psychiatric Association, che utilizza lo stesso acronimo.

## Storia
La missione statutaria dell'APA è: "L'avanzamento della psicologia come scienza, come professione e come un mezzo per promuovere la salute, l'educazione e il benessere umano".
L'APA venne fondata nel luglio del 1892 presso la Clark University da un gruppo di 26 membri. Il suo primo presidente fu Granville Stanley Hall. Esistono attualmente 56 classificazioni professionali nell'APA. L'associazione è accreditata in 58 stati e con diverse associazioni provinciali e territoriali.
Il programma dell'APA sull'uso del titolo di psicologo è contenuto nel General Guidelines for Providers of Psychological Services: "Gli psicologi hanno una laurea in psicologia rilasciata da università accreditate a livello regionale o da scuole professionali" e costituiscono "riferimento per lauree di secondo grado per le posizioni di consulente, specialisti, clinici e così via." Una breve definizione di psicologo è la seguente: "lo studioso della mente e del comportamento".
A causa del dominio della psicologia clinica all'interno dell'APA, alcuni gruppi di ricerca si sono allontanati dall'associazione. Tra questi vi sono la Psychonomic Society che si allontanò nel 1959 (con un orientamento cognitivo), e l'Association for Psychological Science (che, fino al 1988 si chiamava American Psychological Society e che si concentra prevalentemente sulla scienza e sulla ricerca in psicologia) agli inizi del 2006. All'interno dell'APA, lo Science Directorate fornisce sostegno e pubblicità.

## Stile APA (APA style)
L'APA è nota in particolare per lo stile APA (APA style), una modalità di scrittura e di formattazione della documentazione scientifica psicologica ampiamente utilizzato in varie branche delle scienze sociali e, ovviamente, in psicologia. Tale stile è codificato nel Publication Manual of the American Psychological Association, pubblicato per la prima volta nel 1952 e giunto alla settima edizione nel 2020. Nel manuale si possono trovare le linee guida per la buona scrittura dei manoscritti scientifici, per la loro formattazione e anche per l'inserimento delle fonti bibliografiche nei manoscritti stessi, l'APA adotta infatti un particolare sistema di citazione delle fonti bibliografiche.

## PsycINFO
PsycINFO è la base di conoscenza online chiusa e proprietaria dell'American Psychological Association, che la tiene aggiornata a cadenza settimanale e la distribuisce anche tramite rivenditori terzi. 
Esso sostituisce la pubblicazione Psychological Abstracts, che nel 2000 fu unita alla sua versione integrale in CD-ROM (chiamata PsycLIT) e dismessa definitivamente sei anni più tardi. 
Al 2013, PsycINFO comprendeva 3.5 milioni di record della letteratura psicologica, formati da titoli di articoli, capitoli di libri, libri interi e dissertazioni (indicizzate da Dissertation Abstracts International). I record erano estratti da più di 2.540 riviste sottoposte a revisione paritaria, afferenti a 49 Paesi e 27 lingue, con titoli non inglesi e romanizzati registrati a partire dal 1978.

Al suo interno, sono forniti gli abstract in lingua inglese di tutti i record datati successivamente al 1995, e, per le dissertazioni, a partire dal 1967. 
Ogni record è associato ad una classe di metadati, sempre in inglese: 
- ad un massimo di due categorie di classificazione selezionate fra 22 alternative, suddivise in ulteriori 135 sottocategorie, associate ad un insieme di codici parlanti;
- ad un massimo di 15 parole-chiave del Thesaurus of Psychological Index Terms (di cui 5 termini maggiori).

I record delle monografie presentano l'indice dei contenuti del libro.

## Pubblicazioni
L'APA pubblica le seguenti riviste scientifiche:
- American Psychologist
- Journal of Applied Psychology
- Developmental Psychology
- Journal of Abnormal Psychology
- Journal of Experimental Psychology
- Journal of Personality and Social Psychology